# برنت كارلسون
برنت كارلسون (بالسويدية: Bernt Carlsson)‏ هو دبلوماسي وسياسي سويدي، ولد في 21 نوفمبر 1938، وتوفي في 21 ديسمبر 1988. حزبياً، نشط في حزب العمال الديمقراطي الاشتراكي السويدي.